# 亮叶银背藤
亮叶银背藤（学名：Argyreia splendens）是旋花科银背藤属的植物。分布在印度以及中国大陆的云南等地，生长于海拔1,000米至1,400米的地区，常生长在杂木林以及灌丛中。